# Ancaster (Ontario)
Ancaster war eine Kleinstadt in der kanadischen Provinz Ontario. Sie wurde 2001 in die Nachbargroßstadt Hamilton eingemeindet.

## Geografisches, Wirtschaftliches und Bevölkerung
Ancaster liegt im westlichsten Teil des Ballungsgebietes Golden Horseshoe im Süden Ontarios, südwestlich von Hamilton. Die Einwohner Ancasters leben und arbeiten typischerweise in Hamilton, Brantford, Burlington, Oakville, Mississauga oder Toronto und kommen lediglich für ihre Freizeit nach Ancaster, das damit eine reine Schlafstadt ist.
Die Gemeinde wies bei der Volkszählung 2001 eine Bevölkerung von annähernd 29.000 Einwohnern auf. Die Entwicklung des historischen Stadtkerns Old Ancaster wird beschränkt. Das Wachstum des Ortes findet hauptsächlich auf der Ostseite des Highway 403 statt.

## Geschichte
Ancaster wurde als Ortschaft in den 1790er Jahren vermessen, wobei es unter anderem den Distrikten Nassau District, Home District, York County (West Riding) und Halton County angegliedert wurde. Letztendlich wurde es 1851 Wentworth County und seinen Nachfolgern zugeschlagen, zu welchem es auch heute noch gehört. Es war eine der drei potentiellen Hauptstädte Oberkanadas, da es nahe am Wasser lag und eine gute Verteidigungsposition hatte, doch lag es zu nah an der US-amerikanischen Grenze.
Die ersten Siedler holzten die Wälder ab und pflanzten Getreide für ihren Lebensunterhalt. Ein Jahrhundert lang war Ancaster nur wegen seiner Wassermühle und seiner Polizeistation wichtig. Die Mühle wurde mehrfach zerstört und wiederaufgebaut. Heutzutage heißt sie Ancaster Old Mill, sie wird als Restaurant hauptsächlich für Hochzeitsgesellschaften genutzt. Die Kasernen von 1812 werden an der Wilson Street als Erinnerung an den Britisch-Amerikanischen Krieg von 1812 bis 1814 erhalten.
Eine bekannte Sehenswürdigkeit in Ancaster ist die Eremitage. Dieses historische Haus gehörte 1830 einem Reverend George Sheed. Seitdem wechselten die Eigentümer häufig, bis es schließlich 1934 bis auf die Grundmauern abbrannte. Die Überreste des alten Hauses und der umliegenden Gebäude können heute noch besichtigt werden. Der Legende nach spukt es in dem Haus. Es gibt spezielle Geistertouren, die während des gesamten Sommers durchgeführt werden, bei denen die Touristenführer Spukgeschichten über die Landschaft und den umliegenden Distrikt erzählen.

## Regierung
Als Ancaster 1974 Teil der Gebietskörperschaft Hamilton-Wentworth wurde, wurden die Stadt Ancaster und der Verwaltungsbezirk Ancaster zusammengelegt (einschließlich anderer Weiler wie Jerseyville, Lynden und Alberton). Die neue Stadt hatte zwei Mitglieder im Regionalrat, welcher insgesamt etwa 20 Mitglieder hatte.
2001 wurde Ancaster in die Nachbarstadt Hamilton eingemeindet. Die Eingemeindung wurde von den Einwohnern und den anliegenden Gemeinden (beispielsweise Dundas und Flamborough) heftig, aber ohne Erfolg bekämpft. Dies geschah insbesondere nach dem Wahlversprechen des Provinzabgeordneten Toni Skarica, der der regierenden Progressiven Konservativen Partei Ontarios angehörte. Skarica trat unter Protest zurück, die Eingemeindung wurde aber nicht widerrufen.

## Bildung
Ancaster war Teil des Wentworth County Board of Education, seit dieses gegründet wurde, und gehörte zum Hamilton-Wentworth District School Board, seit es 1998 ins Leben gerufen wurde. Bis 2005 war die Ancaster High and Vocational School das einzige örtliche öffentliche Institut der Sekundarstufe. Seit 2005 ist sie keine berufliche Schule mehr und heißt seitdem Ancaster High School.
Höhere Bildung ist lediglich am Redeemer University College möglich, einem Christlichen Institut, welches mit der Christian Reformed Church eng verbunden ist. Das College wurde 1980 gegründet und begann zwei Jahre später die ersten Kurse in Hamilton. 1986 wurde in Ancaster ein Campus eingerichtet, wo der erste Abschlusskurs graduierte. Das College arbeitete eng mit der McMaster University in Hamilton zusammen, welche Dozenten zur Verfügung stellte und mehrere gemeinsame Kurse anbot. Seit 2000 trägt es seinen jetzigen Namen und seine Absolventen können den Titel eines Bachelor of Arts oder eines Bachelor of Sciences erwerben, also die üblichen College-Abschlüsse, statt eines Bachelor of Christian Studies.
Die Mount Mary Immaculate Academy, welche an der Hauptstraße von Ancaster liegt, war in den 50er und 60er Jahren ukrainisch-katholisches Internat und Tagesschule für Mädchen, die die Oberschule besuchten. Später wurde sie zu einem religiösen Rückzugsort.

## Sport und Natur
Der Hamilton Golf und Country Club wurde 1894 gegründet und befand sich neben dem Hamilton Jockey Club (jetzt Centre Mall), 1916 zog er nach Ancaster um. 2003 und 2006 wurden Spiele der PGA-Tour ausgerichtet.
Die Hamilton Conservation Authority betreibt (manchmal zusammen mit der Stadt Hamilton) mehrere Einrichtungen in Ancaster. Das Fieldcote Memorial Park and Museum zeigt Kunst und Heimatgeschichte (einschließlich der örtlichen Beteiligung an der Underground Railroad zur Rettung entflohener Sklaven aus den US-Südstaaten) und bietet Gärten und Wanderwege.
Der Bruce Trail, ein 800 km langer Wanderweg in Südontario, der von Queenston nach zum Ortsteil Tobermory der Gemeinde Northern Bruce Peninsula führt, geht durch Ancaster. Er bietet in allen vier Jahreszeiten sportliche Betätigung für Wanderer, Radfahrer, Reiter, Schneeschuhläufer und Skilangläufer.

## Persönlichkeiten

### Söhne und Töchter der Gemeinde
- James Sutherland (1849–1905), Politiker und Minister
- Stephen Elop (* 1963), leitender Manager unter anderem bei Nokia und Microsoft
- Carson Mattern (* 2004), Straßen- und Bahnrad-Rennfahrer

### Personen mit einer Beziehung zu der Gemeinde
- Jane Johnston Schoolcraft (1800–1842), indigene Schriftstellerin die hier begraben wurde.

## Veranstaltungen
- Ancaster Fair (September): Ein Jahrmarkt in Ancaster.
- Ancaster Depression Glass Show & Sale (September): Tag der offenen Tür in der ansässigen Glasfabrik
- Heritage Days (June)
- Soccer Day (August): Fußballfest des ansässigen Fußballclubs